# Tuileries (metrostation)
Tuileries is een station van de metro in Parijs langs metrolijn 1 in het 1e arrondissement.
De naam is afgeleid van de Tuilerieën, de paleistuin van het Louvre.

## Geschiedenis
Op 19 juli 1900 wordt het station geopend, bij de opening van metrolijn 1. Rond 1960 worden de perrons verlengd tot 90 meter voor de nieuwe (en langere) metrostellen op luchtbanden. In het kader van het 100-jarig bestaan van de Parijse metro wordt in 2000 het station opnieuw ingericht. Tuileries krijgt als thema Le Patrimoine en de muren voor de 10 decennia van de twintigste eeuw worden bekleed met foto's en teksten die de geschiedenis weergeven.

## Aansluitingen
- RATP-busnetwerk: een lijn
- Noctilien: twee lijnen

## In de omgeving
- Tuilerieën
- Arc de Triomphe du Carrousel
- Place Vendôme en Colonne de Vendôme
- Ministerie van Justitie

## Afbeeldingen

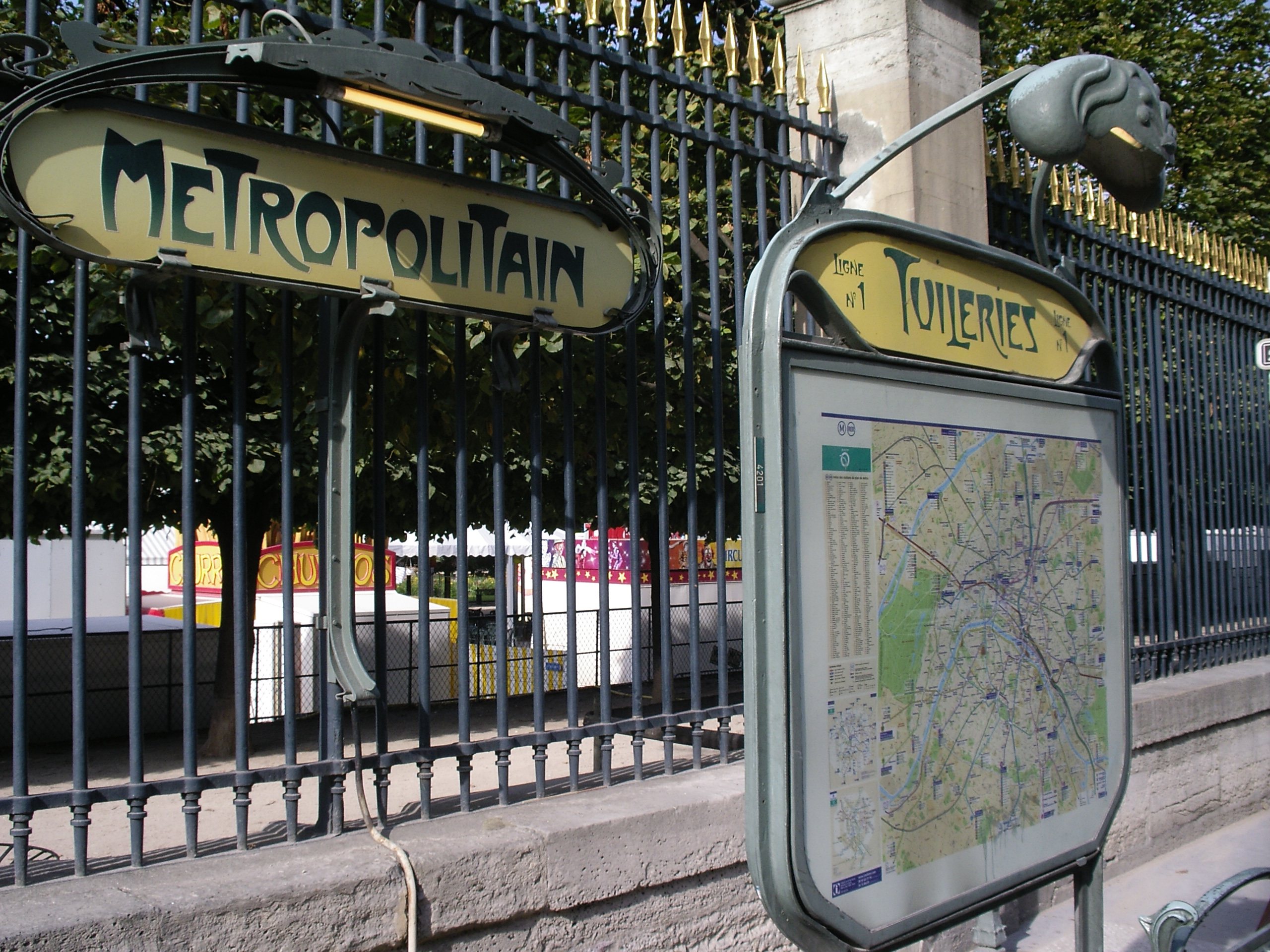
ingang van het metrostation
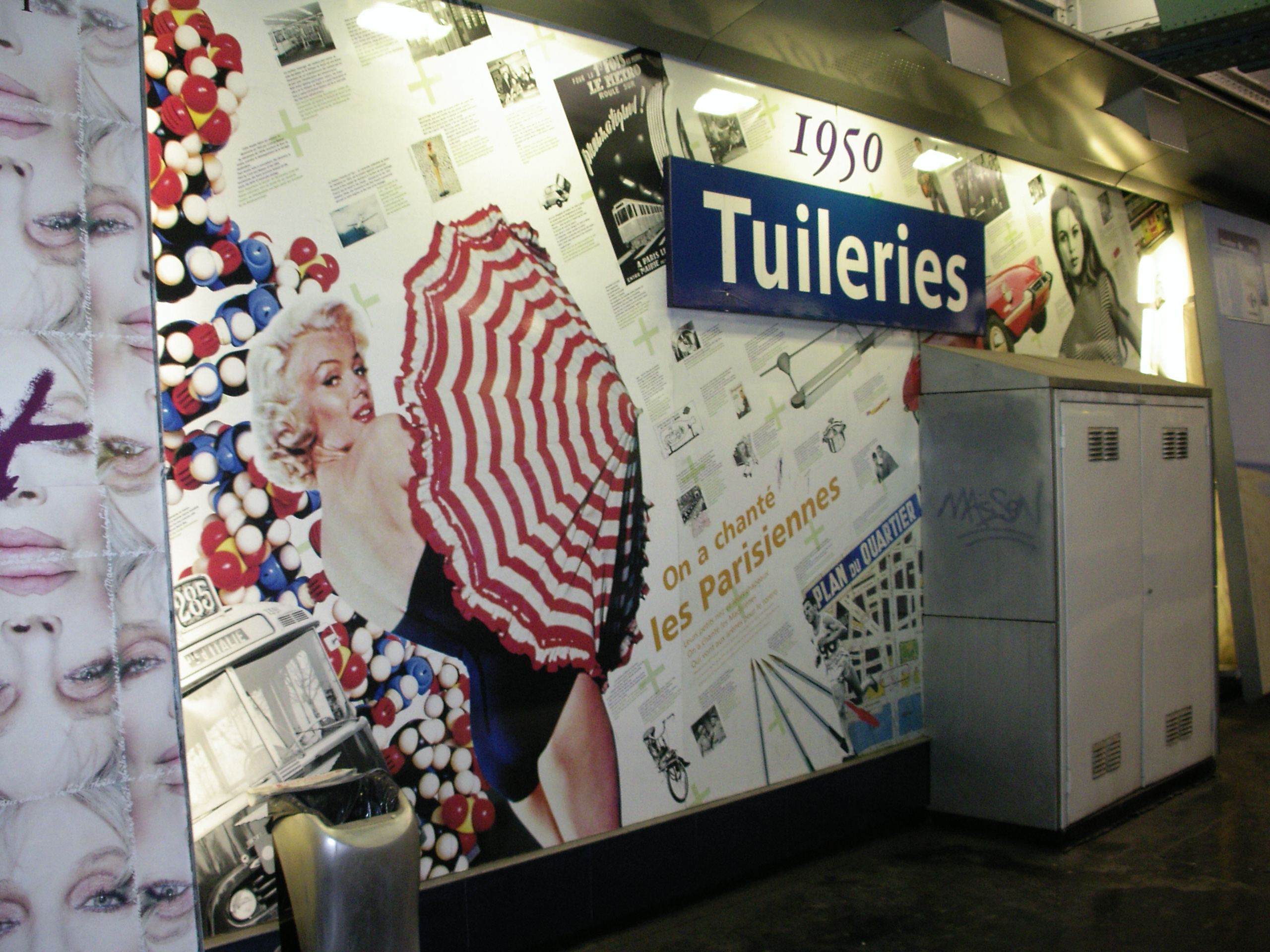
metrostation Tuileries
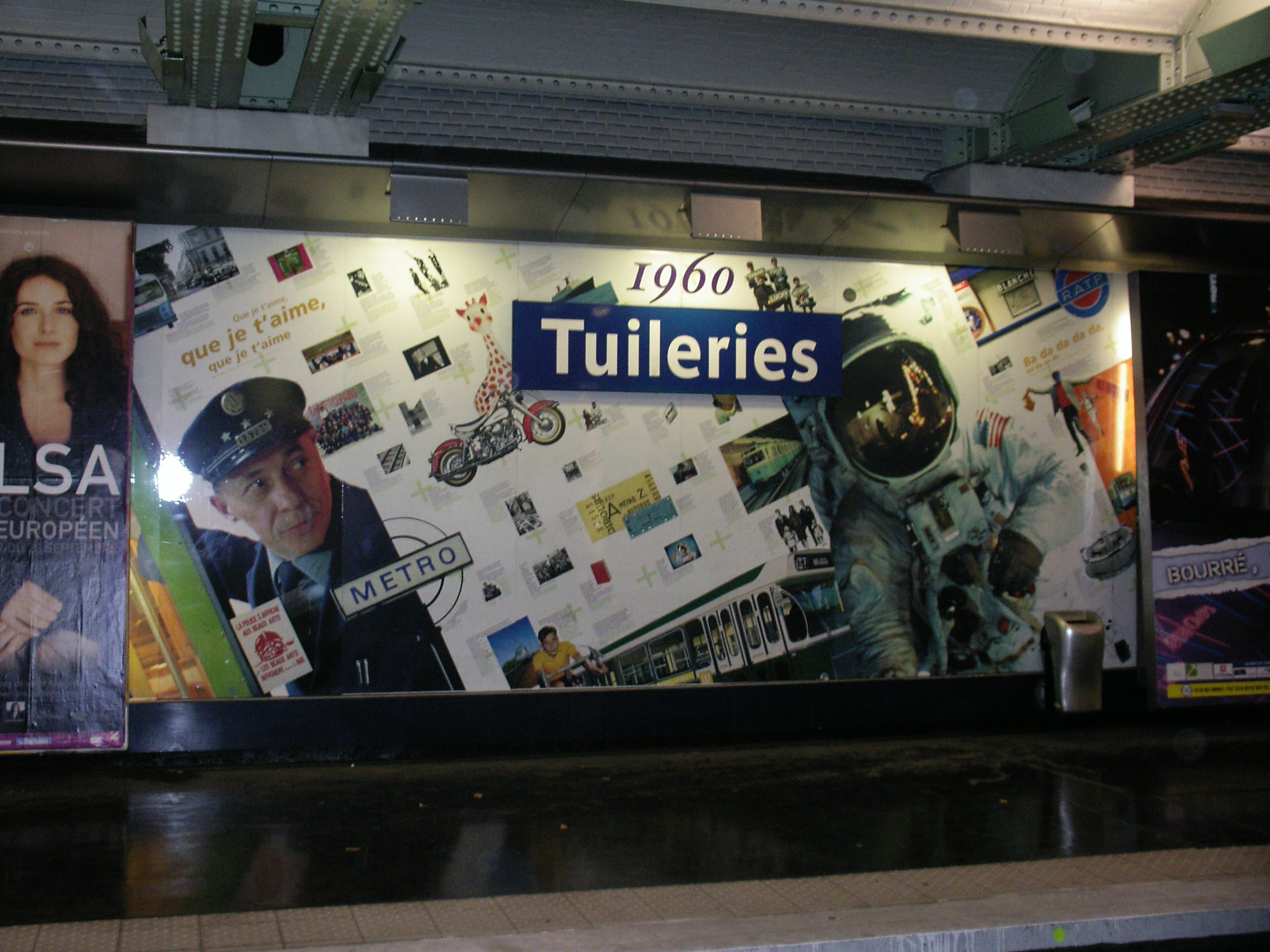
metrostation Tuileries
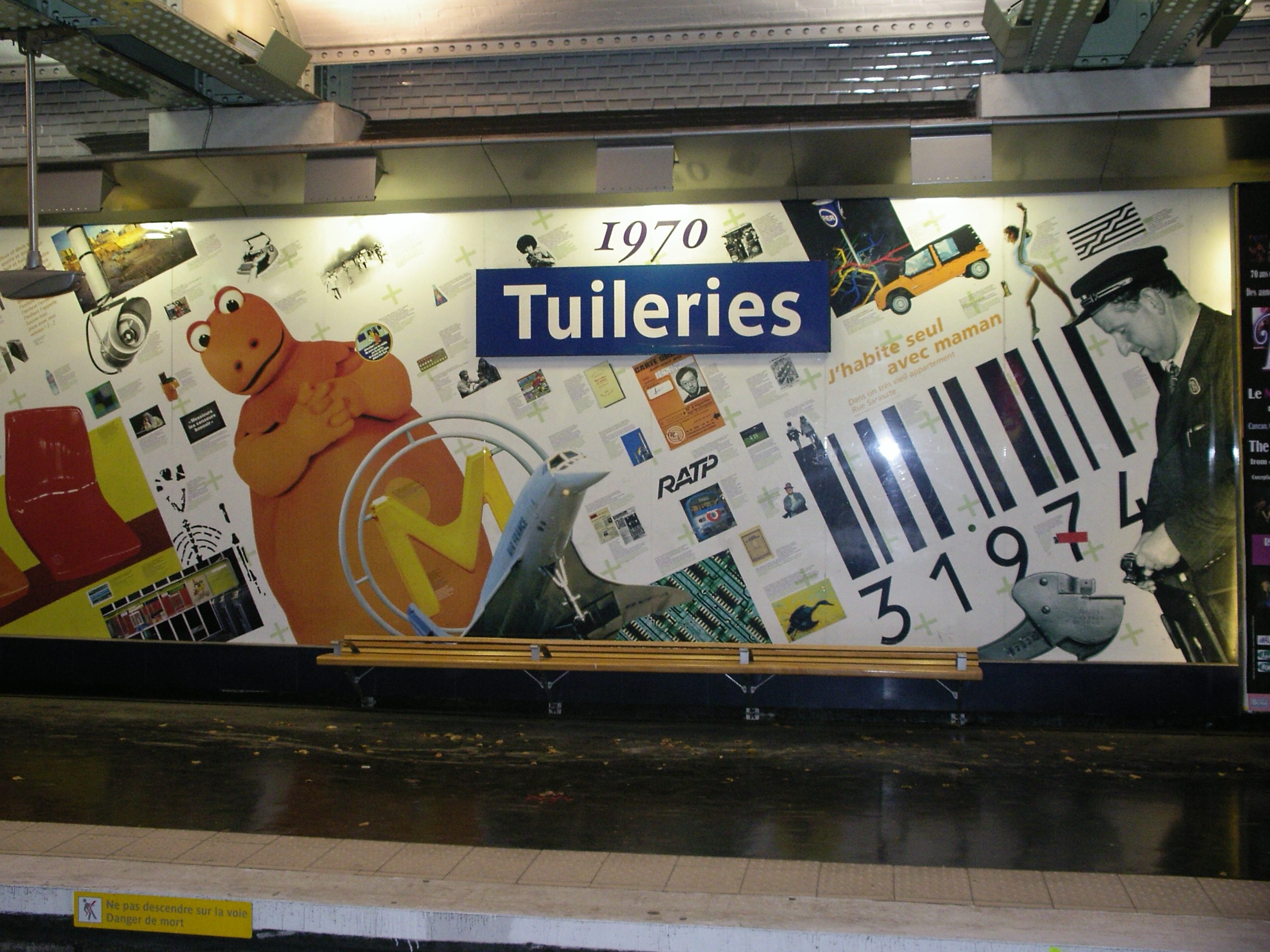
metrostation Tuileries